# Magyar Kupa 2017-2018
La Magyar Kupa 2017-2018 è stata la 78ª edizione della coppa nazionale ungherese, che si è disputata tra agosto 2017 e maggio 2018. Il Ferencváros era la squadra campione in carica. L'Újpest ha vinto il titolo per la decima volta nella sua storia.

## Formula
Ai primi 5 turni prendono parte le squadre dei livelli calcistici inferiori ungheresi. Dal sesto turno partecipano le squadre dei primi quattro livelli calcistici ungheresi. In tutti i turni gli incontri sono a gara unica, eccetto che per ottavi di finale, quarti di finale e semifinali in cui gli incontri sono con andata e ritorno.

## Sesto turno
| Squadra 1              | Risultato       | Squadra 2          |
| ---------------------- | --------------- | ------------------ |
| 19 settembre 2017      |                 |                    |
| Dunaharaszti MTK       | 1 – 2           | Ferencváros        |
| Veszprém               | 0 – 3           | Diósgyőr           |
| 20 settembre 2017      |                 |                    |
| Kecskemét              | 1 – 4           | Mezőkövesd-Zsóry   |
| Karancslapujtő         | 0 – 2           | Balmazújváros      |
| DEAC                   | 0 – 4           | Budafok            |
| Pécs                   | 0 – 1           | Honvéd             |
| Tiszakécske            | 2 – 3           | Nyíregyháza        |
| Nyíradony              | 2 – 3           | Vasas              |
| III. Kerületi          | 1 – 3 (dts)     | Soroksár           |
| BKV Előre              | 0 – 3           | Kisvárda           |
| Sárvári                | 0 – 3           | Paks               |
| Kozármisleny           | 0 – 1 (dts)     | Gyirmót            |
| RAFC                   | 1 – 3           | Siófok             |
| Nagyatádi              | 0 – 2           | Vác                |
| Öttevényi              | 0 – 6           | Újpest             |
| Szarvaskend            | 0 – 6           | Haladás            |
| Sényő-Carnifex         | 2 – 0 (dts)     | Kazincbarcika      |
| Cigánd                 | 2 – 2 (9-8 dtr) | Szolnok            |
| Komárom                | 0 – 2           | Dorog              |
| Tallya KSE             | 0 – 9           | MTK Budapest       |
| Mohácsi TE             | 0 – 4           | Videoton           |
| Úrkút                  | 2 – 6           | Cegléd             |
| Szekszárd              | 1 – 1 (5-3 dtr) | Szeged 2011        |
| Kondorosi              | 0 – 2           | Békéscsaba         |
| Csongrád Tiszapart     | 1 – 10          | Debrecen           |
| Mórahalom              | 1 – 4           | Budaörs            |
| Nyírbátori             | 1 – 1 (4-6 dtr) | Győri ETO          |
| Szabadkikötő           | 1 – 5           | Csákvári           |
| Szarvasi               | 4 – 1           | Mosonmagyaróvári   |
| Nagyhalászi            | 1 – 3           | Iváncsa            |
| Csácsbozsok-Nemesapáti | 2 – 3           | Pilisi LK          |
| Nagykanizsa            | 2 – 0           | Törökszentmiklós   |
| Jászárokszállás        | 0 – 5           | Nagyecsed RSE      |
| Maklár                 | 1 – 4           | Rákosmente KSK     |
| Szabadszállási         | 1 – 3           | Dunaújváros        |
| Füzesgyarmat           | 3 – 0           | Makó               |
| Gyöngyös               | 5 – 3 (dts)     | Pénzügyőr          |
| Szentlőrinci           | 3 – 0           | Csepel             |
| Lajoskomárom           | 0 – 3           | Andrashida LSC     |
| Tatai                  | 2 – 7           | Putnok             |
| Csetény                | 0 – 4           | Kinizsi            |
| Pecsvarad Spartacus    | 1 – 4           | Tiszaújváros       |
| Jánoshalmi             | 0 – 2 (dts)     | Gödöllő            |
| Bátaszék SE            | 3 – 2           | Tolna              |
| Budakalasz             | 1 – 3           | Salgótarján        |
| Edelény                | 1 – 3           | Szegedi EOL        |
| Salgótarján            | 7 – 2           | Petőfi Vasszécsény |
| Balatonlelle           | 0 – 2           | Vecsés             |
| Bácsa                  | 1 – 0           | Pápai SE           |
| Tiszafüred VSE         | 1 – 4           | Csorna             |
| Ibrány SE              | 3 – 1           | Jászberény Vasas   |
| Ásotthalmi             | 2 – 2 (6-5 dtr) | Hódmezővásárhely   |
| Duna-Tisza             | 4 – 1           | Algyő SK           |
| Eger                   | 3 – 1           | Testvériség        |
| Olajmunkás             | 3 – 1 (dts)     | Felsőzsolca        |
| ESMTK Budapest         | 0 – 1 (dts)     | Monor              |
| Balatonfüred           | 3 – 2 (dts)     | Pestszentimrei     |
| Sárrétudvari           | 1 – 8           | Balassagyarmat VSE |
| Felsőtárkány           | 1 – 3           | Mád                |
| Gárdony                | 0 – 3           | Zalaegerszeg       |
| Ménfőcsanak            | 1 – 3           | Dabas              |
| Ajka-Padragkút         | 2 – 2 (6-7 dtr) | Érdi VSE           |
| Tatabánya              | 1 – 0           | Soproni VSE        |
| Kaposvár               | 1 – 3           | Puskás Akadémia    |

## Settimo turno
| Squadra 1          | Risultato       | Squadra 2        |
| ------------------ | --------------- | ---------------- |
| 24 ottobre 2017    |                 |                  |
| Kisvárda           | 1 – 0           | Ferencváros      |
| Balassagyarmat VSE | 0 – 1           | Diósgyőr         |
| Tiszaújváros       | 1 – 1 (3-1 dtr) | Haladás          |
| Dabas              | 0 – 4           | Videoton         |
| Cigánd             | 1 – 1 (3-1 dtr) | Füzesgyarmat     |
| Monor              | 2 – 3           | Debrecen         |
| 25 ottobre 2017    |                 |                  |
| Gödöllő            | 0 – 3           | Újpest           |
| Bátaszék SE        | 0 – 1           | Balmazújváros    |
| Eger               | 0 – 6           | Puskás Akadémia  |
| Balatonfüred       | 0 – 7           | Paks             |
| Szekszárd          | 0 – 3           | Csákvári         |
| Cegléd             | 0 – 4           | Soroksár         |
| Duna-Tisza         | 1 – 3           | Sényő-Carnifex   |
| Andrashida LSC     | 1 – 2           | Siófok           |
| Nagykanizsa        | 4 – 2 (dts)     | Olajmunkás       |
| Pilisi LK          | 1 – 3           | Zalaegerszeg     |
| Tatabánya          | 2 – 3           | Nagyecsed RSE    |
| Mád                | 1 – 4           | Békéscsaba       |
| Csorna             | 2 – 4           | Nyíregyháza      |
| Kinizsi            | 0 – 6           | Érdi VSE         |
| Szegedi EOL        | 2 – 3           | Győri ETO        |
| Iváncsa            | 1 – 4           | MTK Budapest     |
| Ibrány SE          | 0 – 3           | Budafok          |
| Putnok             | 1 – 3           | Dorog            |
| Salgótarján        | 0 – 1           | Vác              |
| Bácsa              | 1 – 1 (3-4 dtr) | Vecsés           |
| Ásotthalmi         | 0 – 5           | Rákosmente KSK   |
| Gyöngyös           | 2 – 1           | Szentlőrinci     |
| Salgótarján        | 2 – 4 (dts)     | Szarvasi         |
| Gyirmót            | 2 – 1 (dts)     | Mezőkövesd-Zsóry |
| Budaörs            | 1 – 1 (4-5 dtr) | Honvéd           |
| Dunaújváros        | 2 – 1           | Vasas            |

## Ottavo turno
| Squadra 1        | Risultato   | Squadra 2       |
| ---------------- | ----------- | --------------- |
| 28 novembre 2017 |             |                 |
| Kisvárda         | 0 – 1       | Puskás Akadémia |
| 29 novembre 2017 |             |                 |
| Soroksár         | 1 – 3       | Diósgyőr        |
| Gyöngyös         | 0 – 4       | Honvéd          |
| Budafok          | 0 – 3       | Debrecen        |
| Vecsés           | 0 – 5       | Újpest          |
| Vác              | 3 – 1       | Videoton        |
| Nagykanizsa      | 3 – 2       | Érdi VSE        |
| Nagyecsed RSE    | 0 – 4       | Siófok          |
| Sényő-Carnifex   | 2 – 0       | Rákosmente KSK  |
| Tiszaújváros     | 0 – 2       | Békéscsaba      |
| Szarvasi         | 0 – 3       | Zalaegerszeg    |
| Cigánd           | 0 – 2       | Dorog           |
| Dunaújváros      | 1 – 3 (dts) | Balmazújváros   |
| Csákvári         | 0 – 1       | Paks            |
| Győri ETO        | 3 – 1       | Nyíregyháza     |
| MTK Budapest     | 2 – 1       | Gyirmót         |

## Ottavi di finale
| Squadra 1                           | Totale     | Squadra 2       | Andata | Ritorno     |
| ----------------------------------- | ---------- | --------------- | ------ | ----------- |
| 20 febbraio 2018 / 28 febbraio 2018 |            |                 |        |             |
| Nagykanizsa                         | 1 – 4      | Békéscsaba      | 1 - 3  | 0 - 1       |
| Zalaegerszeg                        | 1 – 2      | Puskás Akadémia | 1 - 0  | 0 - 2 (dts) |
| Debrecen                            | 4 – 4 (gt) | Dorog           | 1 - 2  | 3 - 2       |
| Diósgyőr                            | 3 – 0      | Vác             | 2 - 0  | 1 - 0       |
| 21 febbraio 2018 / 28 febbraio 2018 |            |                 |        |             |
| Győri ETO                           | 2 – 3      | Balmazújváros   | 2 - 3  | 0 - 0       |
| 21 febbraio 2018 / 7 marzo 2018     |            |                 |        |             |
| MTK Budapest                        | 4 – 2      | Sényő-Carnifex  | 4 - 0  | 0 - 2       |
| Siófok                              | 3 – 4      | Honvéd          | 2 - 2  | 1 - 2       |
| 27 febbraio 2018 / 6 marzo 2018     |            |                 |        |             |
| Újpest                              | 4 – 0      | Paks            | 2 - 0  | 2 - 0       |

## Quarti di finale
| Squadra 1                     | Totale     | Squadra 2    | Andata | Ritorno |
| ----------------------------- | ---------- | ------------ | ------ | ------- |
| 13 marzo 2018 / 4 aprile 2018 |            |              |        |         |
| Puskás Akadémia               | 3 – 1      | Diósgyőr     | 0 - 1  | 3 - 0   |
| Újpest                        | 4 – 4 (gt) | MTK Budapest | 2 - 1  | 2 - 3   |
| 14 marzo 2018 / 3 aprile 2018 |            |              |        |         |
| Honvéd                        | 1 – 3      | Debrecen     | 0 - 0  | 1 - 3   |
| 14 marzo 2018 / 4 aprile 2018 |            |              |        |         |
| Balmazújváros                 | 7 – 1      | Békéscsaba   | 5 - 0  | 2 - 1   |

## Semifinali
| Squadra 1                      | Totale | Squadra 2     | Andata | Ritorno |
| ------------------------------ | ------ | ------------- | ------ | ------- |
| 17 aprile 2018 / 9 maggio 2018 |        |               |        |         |
| Újpest                         | 2 – 1  | Balmazújváros | 2 - 1  | 0 - 0   |
| 18 aprile 2018 / 8 maggio 2018 |        |               |        |         |
| Puskás Akadémia                | 4 – 2  | Debrecen      | 4 - 0  | 0 - 2   |

## Finale
| Budapest 23 maggio 2018, ore 20:00 CEST | Puskás Akadémia      | 2 – 2 (d.t.s.) referto                       | Újpest | Groupama Arena |
| \| \| \| \| \| Knežević 38’ Perošević 67’ \| Marcatori \| 55’ Zsótér 62’ Bojović \| \| Perošević Bačelić-Grgić Diallo Henty Balogh Hegedűs \| Tiri di rigore 4 – 5 \| Onovo Litauszki Diallo Balázs Zsótér Bojović \| |                      |                                              |        |                |
| |                      |                                              |        |                |
| Knežević 38’ Perošević 67’ | Marcatori            | 55’ Zsótér 62’ Bojović                       |        |                |
| Perošević Bačelić-Grgić Diallo Henty Balogh Hegedűs | Tiri di rigore 4 – 5 | Onovo Litauszki Diallo Balázs Zsótér Bojović |        |                |